# Pieter Gerkens
Pieter Gerkens (Bilzen, 17 februari 1995) is een Belgische voetballer. Hij is een middenvelder en wordt sinds juni 2025 door KAA Gent uitgeleend aan Cercle Brugge. 

## Carrière

### Jeugd
Pieter Gerkens leerde voetballen bij de jeugd van Bilzerse VV, waar hij ontdekt werd door Thierry Courtois, de vader van doelman Thibaut Courtois die toen bij de jeugd van KRC Genk speelde. Op aanraden van Thierry Courtois testte Gerkens bij Genk, dat hem op 6-jarige leeftijd overnam van Bilzen. Op 16-jarige leeftijd maakte hij de overstap naar de A-kern.

### KRC Genk
Op 28 november 2013 maakte Gerkens zijn officieel debuut voor KRC Genk. De verdedigende middenvelder mocht toen in de Europa League-wedstrijd tegen Dynamo Kiev na 88 minuten invallen voor Bennard Kumordzi. Zijn competitiedebuut maakte hij op 1 december 2013 in de wedstrijd tegen OH Leuven. Zijn eerste basisplaats kreeg hij op 4 december 2013 in de bekerwedstrijd tegen KV Mechelen, hij werd hier na 61 minuten vervangen voor Anthony Limbombe. Op 19 januari 2014 kreeg hij zijn eerste basisplaats voor de competitie in de wedstrijd tegen Zulte Waregem, waarin hij de gehele wedstrijd speelde. Sinds deze basisplaats is hij basisspeler geworden bij Genk. Zijn eerste goal maakte hij op 9 februari 2014 in de competitiewedstrijd tegen Club Brugge.

### Sint-Truidense VV
Op 26 januari 2016 tekende hij een contract bij Sint-Truidense VV, waar hij de opvolger moest worden van Rob Schoofs. Onder trainer Chris O'Loughlin werd hij hier meteen basisspeler. Op het einde van het seizoen 2015-2016 werd O'Loughlin ontslagen door tegenvallende resultaten over het hele seizoen. Ivan Leko werd zijn nieuwe trainer bij Sint-Truidense VV vanaf seizoen 2016-2017.
Onder Leko was hij zijn basisplaats bij het begin van het seizoen 2016-2017 kwijt. Leko gaf de voorkeur aan Roman Bezoes.  Gerkens bleef strijdvaardig en won zijn plaats in het elftal na een paar maanden terug.
In Play-Off 2 brak hij helemaal door. 
Hij scoorde hierin 8 keer en gaf 4 assists. Zo kwam zijn doelpuntensaldo op het einde van het seizoen op 14 te staan.
Dit wekte intersse van onder andere KV Oostende, Antwerp FC en RSC Anderlecht.

### RSC Anderlecht
Op 19 juni 2017 werd bekendgemaakt dat landskampioen RSC Anderlecht Gerkens voor 1,5 miljoen euro kocht van Sint-Truidense VV. Dit bedrag kan nog oplopen aan de hand van bonussen. In zijn eerste seizoen maakte hij vier doelpunten in vierendertig competitieduels.

### Antwerp FC
In de zomer van 2020 werd bekend dat Royal Antwerp FC Gerkens overnam van Anderlecht, hij wordt er herenigd met coach Ivan Leko die zijn coach ook al was gedurende zijn periode bij STVV. Gerkens ondertekende bij Antwerp een contract voor drie seizoenen.

### KAA Gent
Op 12 juni 2023 kwam Gerkens transfervrij over van Antwerp naar KAA Gent, waar hij een contract tot 2027 tekende. Gerkens had eerder al met Hein Vanhaezebrouck samengewerkt bij RSC Anderlecht. De belg blinkt voornamelijk uit in zijn mentaliteit, grinta, hoge loopvolume, verticale loopacties en tactische flexibiliteit.

### Cercle Brugge
In juni 2025 maakte Cercle Brugge bekend dat Gerkens een seizoen op uitleenbasis voor de vereniging zou spelen. 

## Statistieken
| Seizoen | Club              | Land            | Competitie         | Competitie | Competitie | Beker | Beker | Supercup | Supercup | Europees | Europees | Totaal | Totaal |
| Seizoen | Club              | Land            | Competitie         | Wed.       | Dlp.       | Wed.  | Dlp.  | Wed.     | Dlp.     | Wed.     | Dlp.     | Wed.   | Dlp.   |
| ------- | ----------------- | --------------- | ------------------ | ---------- | ---------- | ----- | ----- | -------- | -------- | -------- | -------- | ------ | ------ |
| 2013/14 | KRC Genk          | Vlag van België | Jupiler Pro League | 13         | 1          | 1     | 0     | 0        | 0        | 2        | 0        | 16     | 1      |
| 2014/15 | KRC Genk          | Vlag van België | Jupiler Pro League | 19         | 1          | 1     | 0     | —        | —        | —        | —        | 20     | 1      |
| 2015/16 | KRC Genk          | Vlag van België | Jupiler Pro League | 2          | 0          | 0     | 0     | —        | —        | —        | —        | 2      | 0      |
| 2015/16 | Sint-Truidense VV | Vlag van België | Jupiler Pro League | 12         | 2          | 0     | 0     | —        | —        | —        | —        | 12     | 2      |
| 2016/17 | Sint-Truidense VV | Vlag van België | Jupiler Pro League | 38         | 14         | 1     | 0     | —        | —        | —        | —        | 39     | 14     |
| 2017/18 | RSC Anderlecht    | Vlag van België | Jupiler Pro League | 34         | 4          | 1     | 0     | 1        | 0        | 5        | 0        | 41     | 4      |
| 2018/19 | RSC Anderlecht    | Vlag van België | Jupiler Pro League | 26         | 6          | 1     | 0     | —        | —        | 4        | 0        | 31     | 6      |
| 2019/20 | RSC Anderlecht    | Vlag van België | Jupiler Pro League | 7          | 0          | 0     | 0     | —        | —        | 0        | 0        | 7      | 0      |
| 2020/21 | Royal Antwerp FC  | Vlag van België | Jupiler Pro League | 37         | 3          | 0     | 0     | —        | —        | 5        | 2        | 42     | 5      |
| 2021/22 | Royal Antwerp FC  | Vlag van België | Jupiler Pro League | 26         | 2          | 1     | 0     | —        | —        | 7        | 2        | 34     | 4      |
| 2022/23 | Royal Antwerp FC  | Vlag van België | Jupiler Pro League | 19         | 1          | 1     | 0     | —        | —        | 5        | 0        | 25     | 1      |
| 2023/24 | KAA Gent          | Vlag van België | Jupiler Pro League | 32         | 4          | 0     | 0     | —        | —        | 11       | 1        | 43     | 5      |
| 2024/25 | KAA Gent          | Vlag van België | Jupiler Pro League | 19         | 1          | 1     | 1     | —        | —        | 4        | 0        | 24     | 2      |
| 2025/26 | Cercle Brugge     | Vlag van België | Jupiler Pro League |            |            |       |       | —        | —        | —        | —        |        |        |
| TOTAAL  | TOTAAL            | TOTAAL          | TOTAAL             | 284        | 39         | 8     | 1     | 1        | 0        | 43       | 5        | 336    | 55     |

Bijgewerkt t.e.m. 22 juni 2025